# 李榮 (嘉慶進士)
李榮，字白初，贵州遵義人，清朝政治人物、同進士出身。
嘉慶二十五年（1820年）庚辰科進士，三甲一百三十一名，歸班選用知縣。